# 780'erne
Århundreder: 7. århundrede – 8. århundrede – 9. århundrede
Årtier: 730'erne 740'erne 750'erne 760'erne 770'erne – 780'erne – 790'erne 800'erne 810'erne 820'erne 830'erne
År: 780 781 782 783 784 785 786 787 788 789